# 자게
자게는 수심 50~200m의 진흙밭에 사는 게의 일종이다. 집게다리가 자처럼 길어서 이런 이름이 붙었다.
북한에서는 능게라고 부른다.